# Megint 17
A Megint 17 (eredeti cím: 17 Again) 2009-ben bemutatott amerikai filmvígjáték, melyet Burr Steers rendezett. A főbb szerepekben Zac Efron, Matthew Perry és Leslie Mann látható.

## Cselekmény
Mike O’Donnell (Zac Efron) 1989-ben tizenhét éves, és a legnépszerűbb fiú az iskolában. Kiváló kosárlabdázó, akire egy tehetségkutató is felfigyel. Valószínűleg ösztöndíjat kaphat akármelyik főiskolára.
Mielőtt elkezdődne a Hayden Warriors elleni meccs, Mike barátnője, Scarlett (Allison Miller) bejelenti, hogy terhes.
O’Donnell az első perc letelte előtt elejti a labdát, és Scarlett-et keresve fut le a pályáról. A fiú lemond az összes többi esélyről, őt és gyermeküket választja.
Mike O’Donnell húsz évvel később 37 éves, és még mindig nem sikeres; felesége el akar válni tőle, gyerekei nem tisztelik, a munkájában képtelen előrelépni és egy barátja lakásában kénytelen meghúzni magát.
Minden megváltozik, amikor egy csoda folytán Mike újra 17 évessé válik és esélyt kap arra, hogy tiszta lappal induljon az életben.

## Szereplők
| Szerep                                             | Színész               | Magyar hang            |
| -------------------------------------------------- | --------------------- | ---------------------- |
| Mike O’Donnell (17 éves)                           | Zac Efron             | Markovics Tamás        |
| Mike O’Donnell (37 éves)                           | Matthew Perry         | Sinkovits-Vitay András |
| Scarlett O’Donnell, Mike felesége 37 éves korában  | Leslie Mann           | Nagy-Kálózy Eszter     |
| Scarlett O’Donnell, Mike barátnője 17 éves korában | Allison Miller        | Sánta Annamária        |
| Ned Freedman                                       | Thomas Lennon         | Józsa Imre             |
| Maggie O’Donnell                                   | Michelle Trachtenberg | Nemes Takách Kata      |
| Alex O’Donnell                                     | Sterling Knight       | Baráth István          |

## Bevételek
A Megint 17 a mozikban jól teljesített, a nagyjából 20 millió dollárból készült film világszerte körülbelül 136 millió dolláros bevételt hozott (ebből 64 milliót az Egyesült Államokban). A nyitóhétvégén mintegy 23,7 milliós dolláros bevételt tudhatott magáénak.

## Filmzene
Számcím-(előadó)
- 1, On My Own (Vincent Vincent and The Villians)
- 2, Can't Say No (The Helio Sequence)
- 3, L.E.S. Artistes (Santigold)
- 4, Naive (The Kooks)
- 5, This Is Love (Toby Lightman)
- 6, You Really Woke Up The Love In Me (The Duke Spirit)
- 7, The Greatest (Cat Power)
- 8, Rich Girls (The Virgins)
- 9, This Is For Real (Motion City Soundtrack)
- 10, Drop (Ying Yang Twins)
- 11, Cherish (Kool and The Gang)
- 12, Bust A Move (Young MC)
- 13, Danger Zone (Kenny Loggins)
- 14, Push It Fergasonic (DJ Axel Mashup) (JJ Fad, Salt N' Pepa, Fergie)[5]